# 美國女子職業高爾夫協會
美國女子職業高爾夫協會（英文：Ladies Professional Golf Association，縮寫：LPGA）是美國女子職業高爾夫球員的組織，總部位於代托纳比奇，最知名的就是該協會管理的美國女子職業高爾夫球巡迴賽。

## 美國女子職業高爾夫球巡迴賽
大多數美國女子職業高爾夫球巡迴賽的賽事都於美國舉行。2010年有兩場賽事於外國舉行，一場在墨西哥，一場則分別在新加坡、加拿大、法國、英國、馬來西亞、韓國、泰國和日本舉行。非官方賽事也於巴西和牙買加舉行。2011年非官方的牙買加賽事被取消，一場在墨西哥的賽事因為安全疑慮再舉行前幾個月被取消。
北美以外的地區舉行的比賽與其他職業巡迴賽共同認可的。愛維養名人賽和英國女子公開賽與女子歐洲巡迴賽共同制裁。另外兩個共同制裁的賽事為韓亞錦標賽(韓國女子巡迴賽)和美津濃菁英賽（日本女子巡迴賽）。

### 五大滿貫：
- 納貝斯克錦標賽(2015年改名為全日空錦標賽)
- LPGA錦標賽
- 美國女子公開賽
- 英國女子公開賽
- 愛維養錦標賽(2013年成為第五大賽)

### 巡迴錦標賽:
- 樂天LPGA錦標賽
- LPGA康寧菁英賽
- LPGA韓亞銀行錦標賽
- LPGA台灣錦標賽
- 泰國本田錦標賽
- 巴哈馬菁英賽
- 起亞精英賽
- 裙襬搖搖LPGA菁英賽
- 德州菁英賽
- 滙豐女子世界錦標賽

## 外部連結
- 官方網站 （页面存档备份，存于）